# Васено
Васено (словен. Vaseno) — поселення в общині Камник, Осреднєсловенський регіон, Словенія. Висота над рівнем моря: 440,6 м.